# 本屋敷俊介
本屋敷 俊介（もとやしき しゅんすけ、1975年4月12日 - ）は、大阪府出身のアスレティックトレーナー、プロ野球コーチ。
プロ野球選手としての経験はないが、2004年から2015年まで、オリックス・バファローズのコンディショニングコーチ。

## 経歴
大手前高等学校時代までは、プロ野球選手になることを目標に選手としてプレーするが、「選手としてプロ野球に入るのは無理」と悟ったため、トレーナーとしての球界入りすることを志すようになった。
高校卒業後の19歳でアメリカに渡ると、カリフォルニア州立大学へ入学。6年間にわたってスポーツ選手のトレーニングやコンディショニング方法を学んだ後に、2000年にシアトル・マリナーズへインターンとして迎え入れられた。2001年にオリックス・ブルーウェーブからイチローが入団した縁で、同球団との関係者と知り合ったことから、2001年にトレーナーとしてブルーウェーブに入団。2004年からコンディショニングコーチに就任すると、後継球団のオリックス・バファローズでも引き続き担当した。
2007年もコンディショニングコーチとして登録されていたが、5月以降は、左膝痛で「再起不能」と見られていた清原和博の専属トレーナーを担当。現役引退を決断していた清原を涙ながらに説得しながら、「大腿部の軟骨を患部へ移植する」という手術が可能な医師を清原に紹介した。スポーツ選手で再起を果たした事例がないほど難度の高い手術だったが、手術後には二人三脚でリハビリに専念。1年にわたるリハビリを経て、清原をスポーツ選手では初めての実戦復帰に導いた。
清原引退後の2009年からコンディショニングコーチに復帰。椎間板ヘルニアの手術を受けた伊藤光をリハビリで一軍正捕手への定着に道を拓いたり、T-岡田の筋力を高めることで2010年パシフィック・リーグ本塁打王のタイトル獲得につなげたりするなどの実績と、真摯な姿勢で選手から厚い信頼を得た。
2010年からファームのトレーニングコーチも兼任したが、2015年10月3日にコーチ契約を更新しないことを球団から通告された。しかし、現役選手時代から清原と親交があった金本知憲が阪神タイガースの一軍監督へ就任したことを受けて、2016年1月1日付で同球団に一軍トレーナーとして入団。入団後は、金本の意向に沿って、トレーニング方法の改革に取り組む。2019年シーズンをもって退団。
その翌年より、コンディショニングトレーナーとしてオリックスに復帰し、リーグ3連覇に貢献。現職に至る。

## 詳細情報

### 背番号
- 98 （2004年）
- 84 （2005年 - 2012年）
- 94 （2013年 - 2015年）

## エピソード
清原からは、「本屋敷がいなかったら、二度とグラウンドに立てなかった」と語るほど絶大な信頼を受けている。2008年8月3日には、清原の一軍復帰戦（京セラドーム大阪での対福岡ソフトバンクホークス戦）終了後に、清原本人から当日の試合で着用したユニホームをもらった。そのユニホームには、清原の直筆による「本屋敷、ありがとう」という言葉とサインが入っていた。